# 967

## Esdeveniments
- Ramir III de Lleó esdevé rei de Lleó amb només 5 anys.
- L'emperador Reizei ocupa el tron imperial japonès.
- Gerbert d'Orlhac comença a estudiar a Ripoll.

## Naixements
- Świętosława (Sigrid Storråda), duquessa polonesa

## Necrològiques
- Murakami, emperador del Japó